# السلمنية

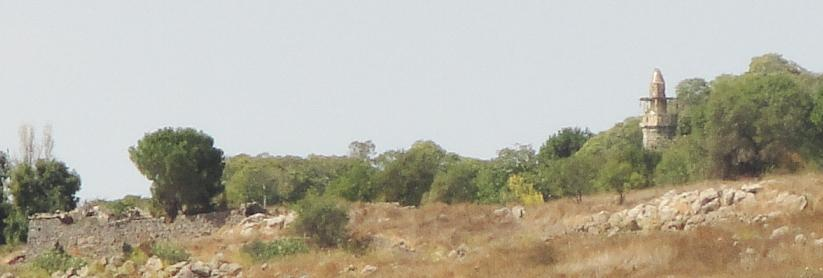
منظر للقرية القديمة، تبدو منارة المسجد وبقايا بعض المنازل المتهدمة.

السلمنية هي إحدى القرى المحتلة والمدمرة التابعة لمحافظة القنيطرة في هضبة الجولان بجنوب غرب سوريا.
بنيت القرية قرابة عام 1875، غالبية سكانها من الشركس من قبائل البجدوغ والشابسوغ. تقع بجوار تل صغير على بعد بضعة كيلومترات من عاصمة المحافظة، وتقع بالقرب منها قرية المدارية ناحية الشمال. فيها برك مياه عذبة. اتسمت بيوتها بالنتظيم وكانت مسقوفة بالقرميد الأحمر.
احتلت من قبل إسرائيل عام 1967 وما زالت.